# Phorbas purpureus
Phorbas purpureus är en svampdjursart som först beskrevs av Tanita 1961.  Phorbas purpureus ingår i släktet Phorbas och familjen Hymedesmiidae. Inga underarter finns listade i Catalogue of Life.